# Thanh Hưng, Đồng Tháp
Thanh Hưng là một xã thuộc tỉnh Đồng Tháp, Việt Nam.

## Địa lý
Xã Thanh Hưng có vị trí địa lý:
- Phía đông bắc giáp xã Mỹ Lợi.
- Phía đông nam giáp xã An Hữu.
- Phía tây giáp xã Mỹ Hiệp.
- Phía nam giáp xã Phú Hựu.
- Phía bắc giáp xã Thanh Mỹ.

Xã Thanh Hưng có diện tích tự nhiên 51,89 km², dân số năm 2025 là 46.134 người, mật độ dân số đạt 892 người/km².

## Lịch sử
Xã Thanh Hưng được thành lập vào ngày 16 tháng 6 năm 2025 trên cơ sở sáp nhập toàn bộ diện tích và quy mô dân số của các xã: Tân Thanh, Tân Hưng, An Thái Trung.
Sau sáp nhập, xã Thanh Hưng có diện tích là 51,89 km², quy mô dân số là 46.314 người.